# Liga distrital del Cercado de Lima 2013
Es la edición de 2013 de la Primera División de la Liga Distrital del Cercado de Lima, en la que solo participan equipos del mencionado distrito.  Es el primer torneo que estos equipos debieran disputar para aspirar en llegar al Campeonato Descentralizado 2013 o al  Torneo de Segunda División 2013. El régimen del campeonato es todos contra todos en cancha neutral, involucrando exactamente   11 fechas. Se dividió en dos series: la  A, con 6 equipos; la  B, con 7.
Estudiantil Ascope retorna a la Liga de Cercado con el nombre Atlético Unión Estudiantil Ascope y se consagra campeón.
En el tema del descenso, en la Serie A pierde la categoría Unión Manuel Scorza. En la Serie B,
Juventud Villa María y Jardín Rosas de Santa María disputan un partido adicional por la permanencia de la categoría. En el partido el marcador fue 2 a 2, llegando en la definición por penales 4 - 5. Los clubes Unión Manuel Scorza y Juventud Villa María retornan a la Segunda División Distrital Cercado de Lima para la temporada 2014.

## Serie A
- 1) Atl. Unión Est. Ascope             13(+14)(*)
- 2) Deportivo Akdemia                  7 (-1)(**)
- 3) Perpetuo Socorro                   7 (-3)(**)
- 4) Independiente San Idelfonso        7 (-1)(***)
- 5) Estudiantil Lucanas                6 (-1)
- 6) Unión Manuel Scorza                2 (-8)(-)

## Serie B
- 1) Club Deportivo San Marcos         15 (+11)(*)
- 2) Defensor 1.º de Mayo              11 (+10)(**)
- 3) Los Blue Rays                     11 (+4)(**)
- 4) Jardín Primavera                   8 (+1)
- 5) Defensor América                   5 (-2)
- 6) Jardín Rosas de Santa María        4 (-12)(****)
- 7) Juventud Villa María               4 (-10)(****)

## Campeón y subcampeón
- Atl. Unión Est. Ascope vs Club Deportivo San Marcos  4 - 1

| Perú                              |
| Campeón                           |
| Atlético Unión Estudiantil Ascope |

## Mejor 2.º por Serie
- En la Serie A Perpetuo Socorro vs Deportivo Akdemia 4 - 2
- En la serie B Defensor 1.º de Mayo vs Los Blue Rays 3 - 2

## Tercer puesto general
- Defensor 1.º de Mayo vs Perpetuo Socorro 2 - 0

## Descenso
- Serie A: Unión Manuel Scorza desciende a la Segunda División Distrital de Cercado de Lima 2014
- Serie B definición: Juventud Villa María vs Jardín Rosas de Santa María  2(4)  - 2(5)
- Serie B: Juventud Villa María Segunda División Distrital de Cercado de Lima 2014